# Hedvig Hricak
Hedvig Hricak (Zagreb, 23. rujna 1946.), hrvatska i američka znanstvenica, predstojnica Odjela radiologije Centra za rak Memorijalnog Sloan-Kettering instituta u New Yorku i profesorica na Sveučilištu Cornell.

## Životopis
Rođena je 1946. u Zagrebu, gdje je pohađala osnovno i srednjoškolsko obrazovanje, a potom studirala medicinu na Sveučilištu u Zagrebu. Nakon diplome 1971. godine, završila je stručnu praksu i u Zagrebu započela specijalizaciju iz radiologije. Specijalizaciju je završila 1977. godine u SAD-u. Nakon specijalizacije zaposlena je u bolnici Henry Ford u Detroitu i radila kao docentica u klinici na Sveučlilištu države Michigan u Ann Arboru. Od 1982. do 2000. radila je na Kalifornijskom sveučilištu u San Franciscu. Od tada pa do danas predstojnica je Odjela radiologije Centra za rak Memorijalnog Sloan-Kettering instituta u New Yorku i profesorica je na Sveučilištu Cornell.
Od svibnja 2004. dopisna je članica Razreda za medicinske znanosti Hrvatske akademije znanosti i umjetnosti, počasna je članica Britanskog i Njemačkog radiološkog društva. Počasna je profesorica Sveučilišta u Zagrebu i dodijeljen joj je počasni doktorat Sveučilišta u Münchenu.
Profesorica Hedvig Hricak članica je mnogih znanstvenih odbora, uređivačkih odbora i profesionalnih društava. 
Iz SAD-a na razne načine pomaže hrvatskim radiolozima. Zaslužna je za prijevod američkog atlasa BI-RADS-a tj. Breast Imaging Reporting and Diagnostic System koji predstavlja standardizirani način interpretiranja slikovnih metoda pregleda koji se rabe u dijagnostici bolesti dojke. 

## Nagrade i priznanja
Dobitnica je Zlatne medalje Društva za magnetsku rezonanciju u medicini i nagrade „Marie Currie” Udruge žena radiologa.

## Vanjske poveznice
- http://www.mskcc.org/mskcc/html/54382.cfm  Arhivirana inačica izvorne stranice od 4. listopada 2011. (Wayback Machine)